# John Douglas (9e marquis de Queensberry)
Pour les articles homonymes, voir John Douglas.
John Sholto Douglas, 9e marquis de Queensberry (en), est né le 20 juillet 1844 à Florence et mort le 31 janvier 1900 à Londres. Cet aristocrate écossais est connu pour avoir donné son nom aux « règles du Marquis de Queensberry », qui formèrent la base de la boxe anglaise moderne. Il est aussi célèbre pour son rôle dans la « chute » de l'auteur et dramaturge Oscar Wilde, qu'il traite de somdomite (sic) et accuse d'homosexualité.

## Biographie

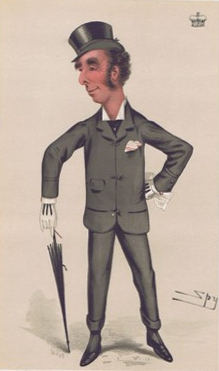
Caricature du marquis de Queensberry dans Vanity Fair (1877).

Né à Florence en 1844, il est le fils aîné d'Archibald William Douglas Viscount Drumlanrig, 8e marquis de Queensberry, politicien conservateur et de son épouse Caroline Margaret Clayton, fille du Général Sir William Clayton,, 5e Baronnet de Harleyford (1786-1866).
Le couple aura au total six enfants :
- Lady Gertrude Douglas (1843 - 1893) ;
- John Sholto Douglas, 9th Marquess of Queensberry (20 juillet 1844 - 31 janvier 1900) ;
- Lord Francis William Bouverie Douglas (8 février 1847 - 14 juillet 1865), décédé dans un accident d'alpinisme lors de la Première ascension du Cervin ;
- Lord Archibald Edward Douglas (17 juin 1850 - 13 février 1938), qui devint prêtre de l'Église catholique[5],[6] ;
- Lord James Edward Sholto Douglas (25 mai 1855 - 5 mai 1891), épousa Martha Lucy Hennessy, fille de Frederick Hennessy et Julia Perkins ;
- Lady Florence Caroline Douglas (25 mai 1855 - 1905), plus connue sous le nom de Lady Florence Dixie, du nom de son époux, voyageuse, correspondante de guerre et militante féministe britannique.

En 1862 sa mère se convertit, ainsi que Florence et son jumeau James, ses deux plus jeunes sœurs et frères, au catholicisme, les amenant vivre pendant deux ans à Paris. Ce voyage amena les tuteurs des enfants à menacer Lady Queensberry de lui retirer la garde de ceux-ci, une possibilité réelle à un moment où les droits des femmes étaient très limitées.
John Sholto fut éduqué au Magdalene College, et à la Cambridge University.
Après une carrière militaire, il quitte la vie militaire avec le rang de Lieutenant attaché à la Royale Navy.
John Douglas, le 9e marquis de Queensberry, est resté célèbre pour sa contribution au noble art de la boxe. Les Règles du Marquis de Queensberry, rédigées en 1865 par John Graham Chambers et publiées en 1867, furent vivement promues par le jeune Queensberry, boxeur amateur enthousiaste, et furent dès lors associées à son nom.
Il devint le représentant de la Pairie d'Écosse durant les années 1872 à 1880.

## Scandale Queensberry
En 1891, Oscar Wilde rencontre Lord Alfred Douglas de Queensberry, s'en éprend, commençant ainsi une relation intime. Tous deux menèrent alors une vie débridée en affichant en public leur homosexualité.
Le père d'Alfred, John Douglas, 9e marquis de Queensberry désapprouve cette relation ; Le marquis de Queensberry demanda à Oscar Wilde de s'éloigner de son plus jeune fils et provoque Wilde à plusieurs reprises. Cela entraînera le scandale Queensberry et un procès.
Au début de 1895, il remet au portier du Club Albermarle, l’un des clubs que fréquentait Oscar Wilde, sa carte de visite où il écrit : « For Oscar Wilde posing as Somdomite », « Pour Oscar Wilde, s’affichant comme Somdomite [sic]. » (l'orthographe fautive du mot sodomite créa en anglais le mot somdomite). Wilde assigna Queensberry en justice pour diffamation, une démarche malencontreuse qui amena finalement sa condamnation judiciaire et sa déchéance.

## Mariages et descendance
John Sholto Douglas épousa le 26 février 1866 Sibyl Montgomery (décédée le 31 octobre 1935), fille d'Alfred Montgomery, fils du Colonel Sir Henry Conyngham, 1er baronnet Montgomery et de Sarah Mercer Grove ; et de l'Honorable Fanny Charlotte Wyndham, fille de George Wyndham, 1er baron Leconfield de Leconfield et de Mary Fanny Blunt.
De cette union naissent cinq enfants :
- Lord Francis Archibald Douglas (3 février 1867 - 19 octobre 1894), nommé vicomte Drumlanrig et créé 1er baron Lelhead ;
- Percy Sholto Douglas (13 octobre 1868 - 1er août 1920), qui devient au décès de son père, 10e marquis de Queensberry ;
- Alfred Bruce Douglas (22 octobre 1870 - 20 mars 1945), poète, ami d'Oscar Wilde ;
- Lord Sholto George Douglas (7 juin 1872 - 6 avril 1942) ;
- Lady Edith Gertrude Douglas (31 mars 1874 - 20 juillet 1963).

Ils divorcèrent en 1887.
Il épousa en secondes noces, le 7 novembre 1893, Ethel Weeden, fille de Edward Charles Weeden. Le couple divorca l’année suivante en 1894.

## Un environnement familial difficile
Plusieurs membres de la famille des marquis de Queensberry souffrirent de désordres mentaux :
- Il est fort probable que le 8e Marquis de Queensberry, le père de John Douglas, tué dans l'explosion accidentelle de son arme lors d'une chasse au lapin, se soit suicidé[8] ;
- Son frère, Lord James Douglas, surnommé Jim par son entourage, était profondément attaché à sa jumelle Lady Florence et fut très affecté par son mariage ; En 1885, il essaya d'abuser d'une jeune fille et par la suite devint de plus en plus perturbé, en 1888, il épousa une femme riche Martha Lucy Hennessy, héritière des Cognacs Hennessy, mère d'un garçon de dix ans mais le mariage tourna au désastre[9]. Séparé de sa jumelle Florrie, James sombra dans la dépression[9] et en 1891 se suicida en se tranchant la gorge[6]
- Le petit-fils de John Sholto Douglas, Raymond Douglas (1902-1964), enfant unique que son fils Lord Alfred Bruce Douglas eut avec la poétesse britannique Olive Custance, passa le plus clair de sa vie dans un hôpital psychiatrique[10].

## Publication
The Spirit of the Matterhorn, publié en 1881 -  Le Matterhorn est le nom du Cervin en Suisse allemand, montagne dans l'ascension de laquelle son frère perdit la vie.

## Dans lafiction
John Douglas, dit  marquis de Queensberry est un des personnages principaux de la série Mike Tyson Mysteries.